# Jean-Paul Knott
Pour les articles homonymes, voir Knott.
Jean-Paul Knott est un créateur belge, ayant passé le début de sa vie aux États-Unis, mais ayant exercé la majeure partie de son activité de styliste en France, au sein de maisons renommées, et en Belgique pour ses propres marques. Il est « Membre invité » lors des défilés de Haute couture, en 2008 et 2010.

## Biographie
Jean-Paul Knott est un styliste né en Belgique en 1966. Après une formation au Fashion Institute of Technology de New York d'où il sort diplômé, il commence sa carrière chez Krizia comme stagiaire en 1985. Il rejoint Paris et la maison Yves Saint Laurent l'année suivante. En 1996, il prend en charge la collection de prêt-à-porter rive gauche sous la direction de Loulou de la Falaise. En 1999, il pose ses valises à Bruxelles, où il développe sa marque. Parallèlement, il devient directeur de création pour Krizia (2002), pour Louis Féraud (2003), et pour Cerruti, (2007-2008). En 2008, il est « Membre invité » de la Chambre syndicale de la Haute couture et défile en parallèle du calendrier officiel de la Haute couture. L'année suivante, au mois d'octobre, il défile de nouveau à Paris pendant « la semaine du prêt-à-porter », mais revient en 2010 comme « Membre invité » de la Haute couture,.
Dans le même temps, il multiplie les collaborations : il crée des costumes pour le Béjart Ballet, une collection pour Dim Beautiful People, une chambre d'hôtel pour le Royal Windsor à Bruxelles et, en 2009, une collection pour 3 Suisses,.
En 2006, il lance à Bruxelles une galerie d'art-concept, la Block Knott Gallery où il accueille, depuis, des artistes contemporains. Qui n'existe plus aujourd'hui.
En 2011, il confie la collection hommes de sa marque au jeune styliste belge Greg Van Rijk, puis crée des bijoux.
Sa boutique se trouve dans le quartier du Sablon à Bruxelles, sous le nom de "Knottshop". Il possède également deux boutiques au Japon, l'une à Tokyo et l'autre à Osaka.

### Note
1. ↑  Au titre de « Membre invité », Jean-Paul Knott ne dispose pas de l'appellation très stricte de « Haute couture », mais il peut utiliser le terme « Couture » pour ses collections présentées dans le cadre de cette invitation par la Chambre syndicale de la Haute couture.